# Messor barbarus
Espèce
Messor barbarus est une espèce de grandes fourmis de la sous-famille des Myrmicinae. Elle est monogyne (une seule reine par colonie), même si des cas de polygynie (plusieurs reines) ont été rapportés en captivité. La fondation est indépendante (la reine est capable de fonder seule la colonie).

## Répartition
On trouve ces fourmis essentiellement autour de l'ouest du bassin méditerranéen, où elles s'installent en creusant leurs galeries dans des sols secs, voire rocheux.

## Étymologie
Messor, du latin messis veut dire « moisson ». Cela fait référence au régime granivore de ces fourmis, qui stockent les graines collectées dans des greniers, au sein de leurs fourmilières.

## Comportement
Principalement granivores, les Messor récoltent des graines qu'elles acheminent jusqu'au nid en formant des « autoroutes » à double sens de plusieurs dizaines de mètres de long sur quelques centimètres de large. Une fois acheminées jusqu'au nid, les graines sont stockées au sec pour éviter leur germination. Les larves, elles, se nourrissent de viande de petits insectes. Les fourmis, incapables d'ingurgiter autre chose que des matières liquides, broient les graines qu'elles aspergent de liquide salivaire. L'amylase fractionne les molécules d'amidon en molécules de glucose et les dissout. La graine se transforme en pâte spongieuse appelée « pain de fourmi ». Les fourmis se nourriront en suçant le liquide nutritif présent dans ce pain.
Une colonie adulte peut compter vingt-trois mille individus dans la nature[réf. souhaitée].
La gyne (ou reine), qui peut vivre jusqu'à vingt ans, mesure entre 14 et 16 mm. Elle est de couleur noire, la tête, le gastre et l'extrémité des pattes parfois teintés de rouge, selon le taux d'humidité présent dans le nid lors de sa conception.
Les essaimages ont lieu en octobre en France et plus globalement, ils ont lieu en automne. La reine est fécondée par plusieurs mâles, puis perd ses ailes et s'enterre pour passer l'hiver. Elle pond ses premiers œufs au printemps et élève elle-même la première génération d'ouvrières.
Les mâles mesurent entre 8 et 9 mm. Une fois l'essaimage terminé, ils meurent, qu'ils se soient accouplés ou non.
Les ouvrières vivent jusqu'à 3 à 5 ans, sont polymorphes et l'on peut reconnaître deux sous castes principales, bien qu'on les trouve sous toutes les variations de taille (polymorphisme progressif):
- Les ouvrières media sont la caste intermédiaire. Mesurant jusqu'à 8 mm, cette sous caste représente le « standard » de l'ouvrière, la sous caste la plus présente au sein d'une colonie.
- Les ouvrières major représentent la sous caste supérieure des Messor barbarus. Elles peuvent atteindre 12 mm et sont, dans de rares cas, plus volumineuses que la gyne. Elles sont reconnaissables par leur énorme tête parfois rouge, plus grosse que leur gastre, abritant de puissants muscles. Leur but premier est de broyer les graines les plus dures bien qu'elles soient aussi associées à la fonction de soldat. Elles sont également capable de transporter des graines de 60 mg jusqu'aux greniers de la colonie.

Comme chez tous les membres de la sous-famille des Myrmicinae, le couvain présente des nymphes nues (elles ne se développent pas dans des cocons) entre le stade larvaire et l'imago. 

## Galerie

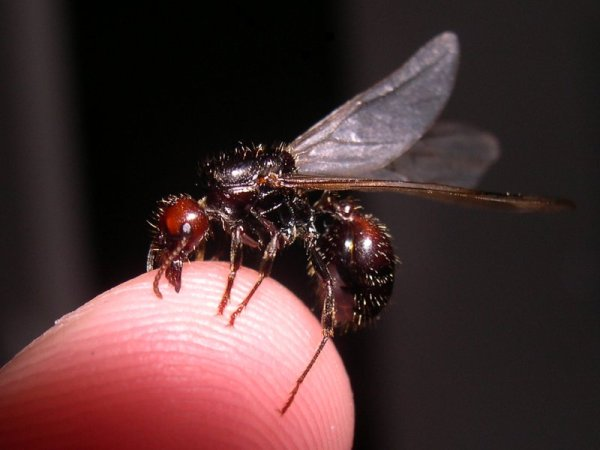
Reine ailée de Messor barbarus
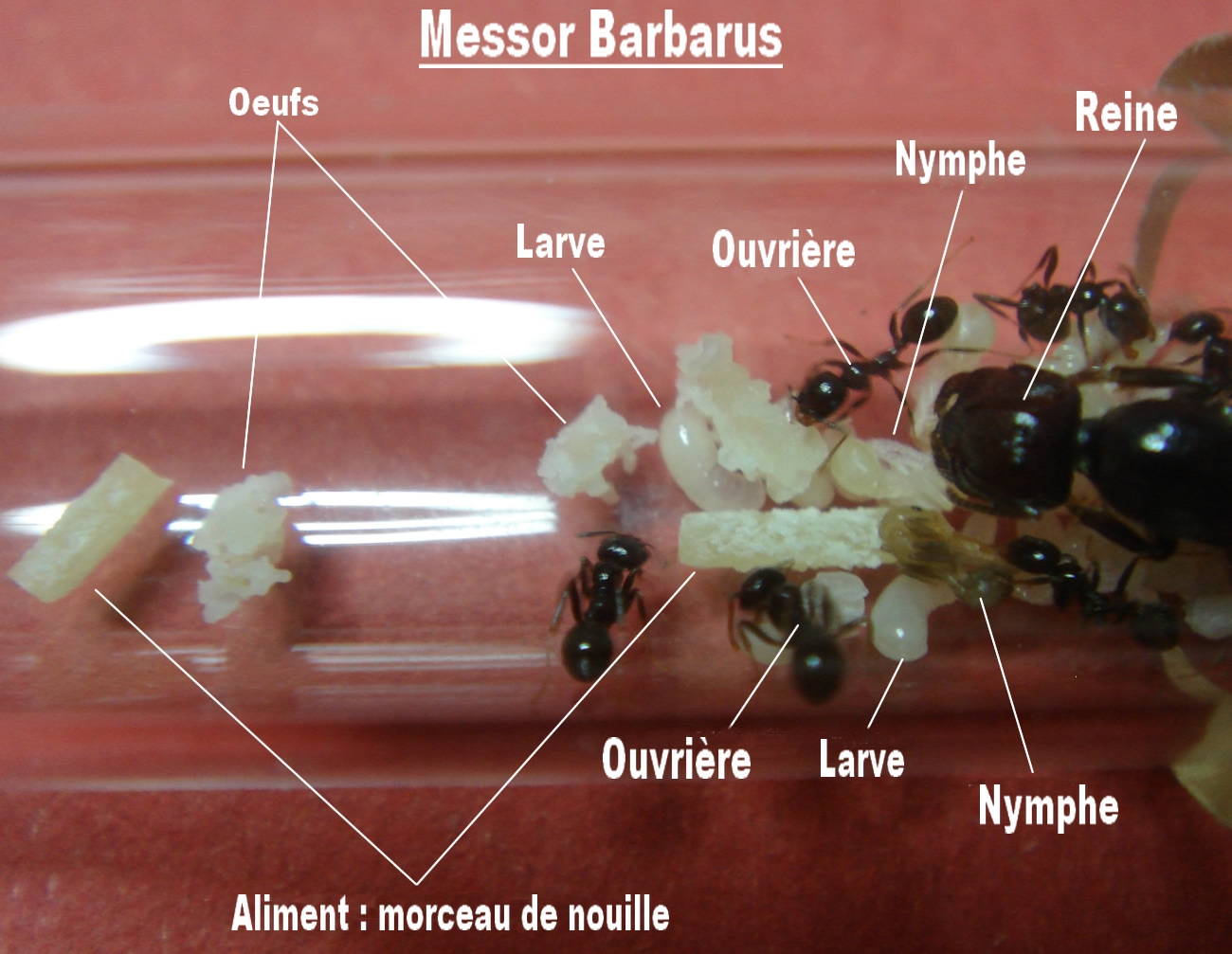
Colonie de Messor barbarus en tube à essai
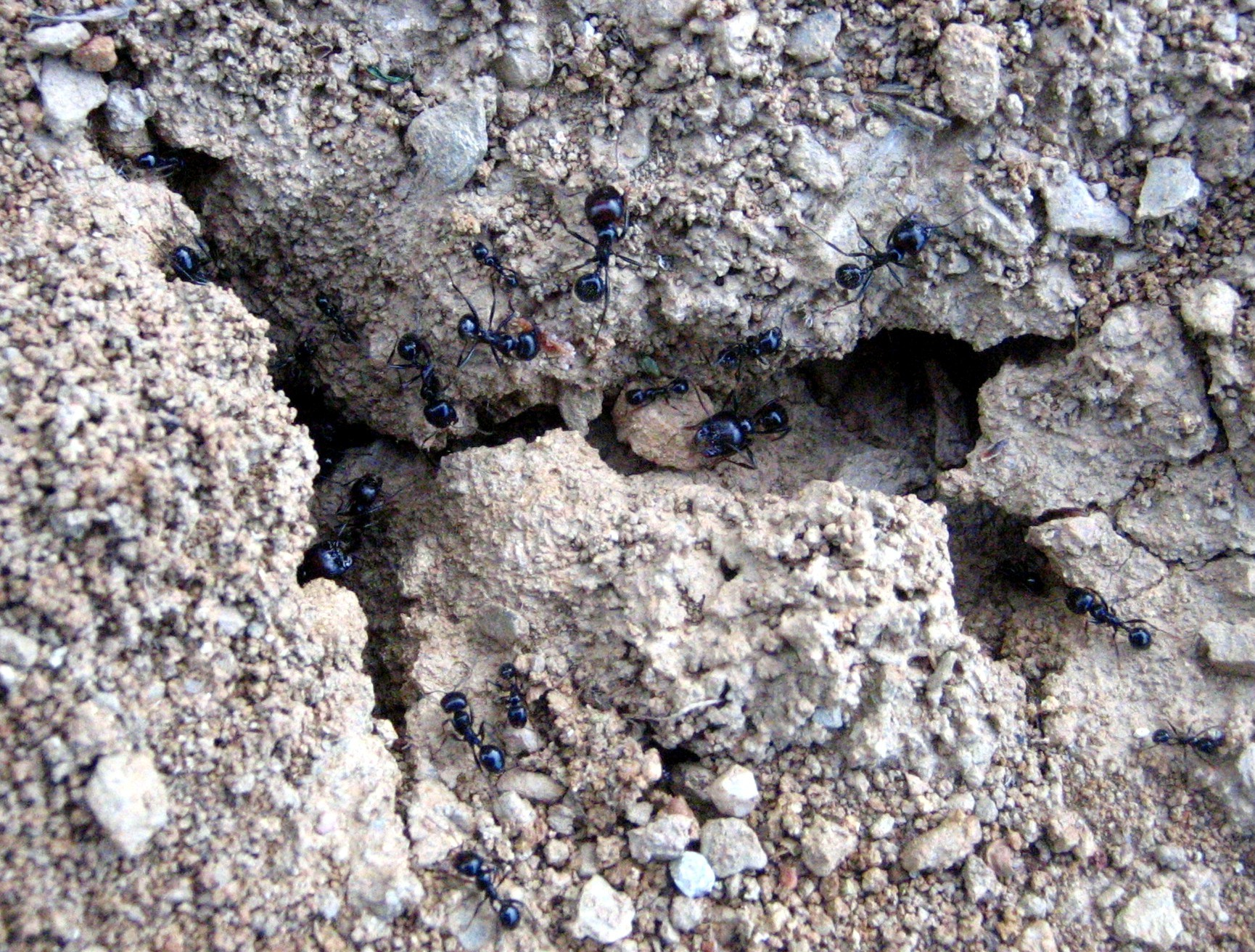
L'entrée d'une fourmilière de Messor barbarus en Espagne